# Роберт Гутира
Роберт Гутира (1 травня 1944, Лучка, Словаччина — 21 квітня 2021), колишній чесько-словацький спортсмен-велосипедист, п'ятиразовий чемпіон Словаччини і дворазовий чемпіон Чехословаччини. Відомий тим, що перелетів через «залізну завісу» на повітряній кулі разом з родиною (він взяв з собою дружину, дітей і навіть гоночний велосипед).
Уродженець села Лучка, за фахом — будівельний інженер. Перед від'їздом з Чехословаччини жив у Шаморіні. У 1967 році він виграв гонку в Бургенланді в Австрії. Постійні обмеження, які посилилися внаслідок радянської окупації в 1968 році змусили його почати думати про втечу на Захід.
Випадково він дізнався про спробу іншої людини втекти за Залізну завісу повітряною кулею. У 1981 році він і його дружина спробували зробити вдома свою першу повітряну кулю. Він вирізав смужки тканини, які його дружина зшила. Проте під час тестування повітряної кулі на сході Словаччини виявив, що балон не зможе долетіти, і спалив його.
Для виготовлення другої кулі він почав готуватися професійніше — вивчав фізику, випробовував матеріали. Друга повітряна куля була зроблена з плащової тканини. Вони купували матеріал в магазині в Моравії під приводом пошиття вітрил для віндсерфінгу для нової секції дитячого веслування в Братиславі (вони заплатили загалом 56 000 крон за тканину) .
До 1983 повітряна куля була готова, і родина готувалася втекти за Залізну завісу. Діти дізналися про план втечі лише за кілька днів до його втілення.
Спочатку він мав намір запустити повітряну кулю зі Словаччини та полетіти до Австрії, однак, влітку 1983 року довго не було східного вітру. Тоді Гутира змінив намір і вирішив вилетіти десь у Моравії та скористатися північно-західним вітром для того, щоб повітряна куля потрапила до Австрії.
7 вересня 1983 року вони підготували та сховали повітряну кулю біля села Божице в окресі Зноймо. Гутира, його дружина, їхні 14-річна дочка та 11-річний син сіли на повітряну кулю. Вони взяли з собою чотири балони з пропан-бутаном, два мішки з речами та велосипед Гутири. Повітряна куля успішно злетіла, але запасу газу не вистачило, і куля впала на землю ще на чесько-словацькій території. Однак вони не злякалися, замінили газовий балон і знову піднялися у повітря. Після менш ніж години польоту, вони щасливо приземлилися вночі у Фалькенштайні, Австрія, на винограднику. Прикордонники не встигли відреагувати, і випустили у повітря освітлювальні ракети, яки, на щастя, не пошкодили повітряну кулю (кошик був укріплений знизу стальним листом).
Сім'я Гутира переїхала з Австрії до США, де кілька разів демонстрували свій політ на повітряній кулі. Врешті-решт куля опинився в музеї Берлінської стіни. Наразі Руберт Гутира живе та займається бізнесом у Лугачовицях (Словаччина).